# Cultura de Laos
Laos posee una cultura distintiva. A través del budismo Theravada la cultura de Laos ha sido influenciada por la India y también refleja el impacto de aspectos de la cultura China. Estas influencias se reflejan en toda la extensión de Laos tanto en su lengua como en su arte, literatura, música y otras representaciones artísticas. 
La forma de vida en Laos está muy influenciada por el budismo como es fácil observar de los comportamientos y costumbres del pueblo laosiano. Se les enseña a ser pacientes y abiertos. El budismo ha sido un elemento poderoso en brindar una sensación de unidad y enseñar a las personas a ser buenas y evitar realizar malas acciones en épocas antiguas cuando no existían leyes o medios para hacerlas cumplir.
Un festival importante de Laos es Boun Pha Vet el cual se celebra una vez al año. Este es un festival budista que dura dos días y que abarca toda la comunidad. Tradicionalmente el Boun Pha Vet se realizar durante el mes de enero o febrero dependiendo del ciclo lunar. Durante la ceremonia los monjes de la Sangha dan un sermón sobre los capítulos del Vessantara Jataka (Maha Wetsandon Chadok), también llamado el Gran Sermón del Nacimiento.